# Rivière Castagnier
Pour les articles homonymes, voir Castagnier.
La rivière Castagnier est un affluent rive gauche de la rivière Laflamme. La rivière Castagnier coule successivement dans la municipalité de La Morandière et le territoire non organisé de Lac-Despinassy, dans la municipalité régionale de comté (MRC) de Abitibi, dans la région administrative de l'Abitibi-Témiscamingue, au Québec, au Canada.

## Géographie

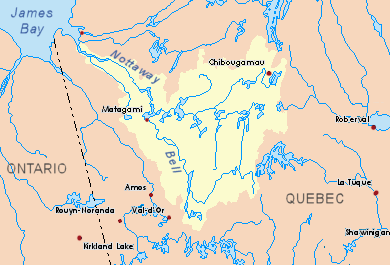
Bassin versant de la rivière Nottaway

Les bassins versants voisins de la rivière Castagnier sont :
- côté nord : rivière Bigniba, rivière Laflamme, rivière de l'Esturgeon, rivière Bell, rivière Bernetz ;
- côté est : rivière Laflamme, rivière Taschereau, rivière Bell ;
- côté sud : rivière Harricana, rivière Senneville, rivière Courville, rivière Laflamme ;
- côté ouest : rivière Obalski, rivière Bigniba] rivière Coigny, ruisseau Rocheux, rivière Harricana.

La rivière Castagnier prend sa source à la confluence de deux ruisseaux drainant une zone de marais, près de la limite Est du territoire d'Amos. Cette zone de marais constitue aussi la zone de tête de la rivière Lapromanade (coulant vers le nord-est, puis l'est jusqu'à la rivière Laflamme).
Le cours de la rivière Castagnier coule sur environ 90 km selon les segments suivants :

### Cours supérieur de la rivière Castagnier
- vers le nord, puis le nord-ouest, jusqu'à un ruisseau (venant du nord-ouest) ;
- vers le nord en serpentant en traversant quelques zones de marais, et en coupant la route du rang 7e et 8e Ouest, jusqu'au ruisseau Olender (venant de l'est) ;
- vers le nord, jusqu'au ruisseau Kurello (venant de l'est) ;
- vers le nord, puis vers l'ouest, en serpentant jusqu'au crique Boulet (venant du sud) ;
- vers le nord en serpentant jusqu'à la rive sud du lac Castagnier ;
- vers le nord en traversant le lac Castagnier (altitude : 295 m) ;

### Cours inférieur de la rivière Castagnier
- vers le nord-ouest, jusqu'au ruisseau Benoit (venant du sud) ;
- vers le nord en coupant la route 395, jusqu'à la rive sud du Lac Vassal ;
- vers le nord, en traversant le Lac Vassal sur sa pleine longueur (altitude : 295 m). Note : La partie nord du Lac Vassal constitue la limite entre la municipalité La Morandière et le territoire non organisé de Lac-Despinassy ;
- vers le nord, puis le nord-est, en passant du côté ouest d'une montagne dont le sommet atteint 371 m, jusqu'au ruisseau (venant du nord) ;
- vers l'est, puis vers le nord-est, jusqu'à la confluence de la rivière Vassal (venant du sud-est) ;
- vers le nord-est, puis le sud-est, jusqu'au ruisseau Despinase (venant du sud) ;
- vers le nord-est, le sud-est, puis l'est, jusqu'au ruisseau Hurault (venant du sud) ;
- vers le nord, puis bifurquant vers l'est, jusqu'à une route forestière ;
- vers le nord-est, jusqu'à un coude la rivière ;
- vers le nord en traversant une zone de marais en fin de segment, jusqu'à sa confluence[2].

La rivière Castagnier se déverse sur la rive ouest de la rivière Laflamme. Cette confluence de la rivière Castagnier est située sud de la confluence de la rivière Laflamme avec la rivière Bell, au nord-ouest de la route 397 et au sud-est de Lebel-sur-Quévillon.

## Toponymie
Le mot Castagnier constitue un patronyme de famille d'origine française. Le terme Castagnier désigne aussi un canton, une rivière et un lac.
Au début des années 1920, monseigneur Szeptyki, un évêque ukrainien, avait pour ambition d'implanter un foyer de colonisation dans le nord-ouest du Québec pour ses fidèles de rite ruthène. Après avoir reçu le mandat de cet évêque, le père Josaphat Jean, un moine québécois, est parti en exploration de l'Abitibi ; il a alors conclu en l'opportunité de colonisation dans le secteur du lac Castagnier.
En 1925, le département de la colonisation accorde à l'évêque un territoire de 625 km2 de terres destinées à la colonisation autour du lac Castagnier. Malgré les efforts, seulement une trentaine de familles ukrainiennes réussissent à s'établir en Abitibi. Ce foyer de colonisation a connu un petit essor par la venue en 1935 de colons montréalais dans le cadre du plan Vautrin pour sortir les familles de la crise économique. Initialement, ce lieu de colonisation est désigné Szeptyki en l'honneur de l'évêque ukrainien.
Finalement, la paroisse, fondée en 1940, est nommée Saint-Georges-de-Castagnier, en l'honneur de monseigneur Georges Gauthier. Le lac Castagnier fait partie de la localité Lac-Castagnier. À cette époque, on tente aussi de créer une seconde paroisse dans cette région sous le vocable de Saint-Alphonse-de-Liguori-de-Castagnier. Aujourd'hui, ce hameau est désigné Castagnier.
L'hydronyme rivière Castagnier honore l'œuvre de vie du lieutenant de Castagnier du régiment de Royal-Roussillon. La rivière Bigniba, un affluent de la Rivière Kawacebiyak laquelle se déverse dans la rivière Bell était désignée autrefois « rivière Castagnier » ; les habitants du secteur la désigne encore ainsi. Néanmoins, ce dernier cours d'eau ne communique pourtant ni avec la rivière Castagnier, ni avec le lac Castagnier.
Le toponyme rivière Castagnier a été officialisé le 5 décembre 1968 à la Commission de toponymie du Québec, soit lors de sa création.